# Armee Ligurien
L'Armata Liguria (tedesco: Armee Ligurien) fu un'unità militare dell'Asse attiva sul fronte italiano nelle ultime fasi della seconda guerra mondiale. Essa fu costituita con l'utilizzo di formazioni miste della Wehrmacht e dell'Esercito Nazionale Repubblicano della Repubblica Sociale Italiana. Comandante in capo era il Maresciallo d'Italia Rodolfo Graziani.

## Storia

### Costituzione
Dopo la liberazione di Roma del giugno 1944 da parte degli Alleati e nel timore di uno sbarco nel nord della penisola, il Comando Supremo delle Forze armate tedesche (OKW) ordinò una riorganizzazione delle unità a difesa delle coste della Liguria. Il 31 luglio 1944 fu così costituita la nuova "Armata Liguria"; quest'unità avrebbe avuto sotto il suo comando sia unità tedesche già operative in Italia (come il LXXV. Armeekorps), sia formazioni italiane dell'Esercito Nazionale Repubblicano che avevano terminato un periodo di addestramento in Germania.

Le prime unità della Repubblica Sociale Italiana inquadrate nell'"Armata Liguria" furono la Divisione Fanteria di Marina San Marco e la Divisione alpina Monte Rosa, che assieme costituivano gran parte del nuovo Corpo d'armata Lombardia.

Al comando dell'"Armata Liguria" fu designato il Maresciallo Rodolfo Graziani.

### Incarichi e operazioni
All'atto della sua costituzione, il principale incarico operativo dell'Armata Liguria fu quello di presidiare le coste liguri da eventuali sbarchi alleati. Le truppe italo-tedesche, pertanto, furono schierate a difesa di un lungo tratto costiero che andava da La Spezia a Nizza, restando così lontane dalla linea principale del fronte.

Dopo il successo dello sbarco alleato in Provenza, l'OKW ordinò un vasto ripiegamento delle forze tedesche impegnate a difesa della Francia meridionale. All'Heeresgruppe G fu quindi ordinato un ampio ripiegamento verso il confine franco-tedesco, che scopriva però le posizioni meridionali sulle Alpi, lungo il confine franco-italiano. La difesa di questo tratto di fronte fu quindi assegnata all'"Armata Liguria": il LXXV. Armee-Korps tedesco avrebbe difeso le posizioni sull'arco alpino, mentre il Corpo d'armata Lombardia sarebbe rimasto a difesa delle coste liguri.

### Il Gruppo d'armata Liguria
Verso la fine di ottobre del 1944, al fine di migliorare il coordinamento strategico delle unità impegnate sul fronte italiano, l'OKW decise di porre sotto il comando dell'"Armata Liguria" anche la 14. Armee. L'unità venne così rinominata come Gruppo d'armata Liguria (tedesco: Armeegruppe Ligurien).

Nonostante il cambio di denominazione, non bisogna confondere l'unità sotto il comando di Graziani con gli altri gruppi di armate tedeschi operativi nel corso della seconda guerra mondiale: Armeegruppe Ligurien, infatti, rimaneva ancora gerarchicamente dipendente per questioni tattiche e operative dal comando del Gruppo d'armate C, cui spettava il controllo di tutto il fronte italiano.

L'11 febbraio 1945 la 14. Armee fu resa nuovamente indipendente e il Gruppo d'armate Liguria riassunse la sua vecchia denominazione di "Armata Liguria".

### Epilogo
La decisione tedesca di lasciare l'"Armata Liguria" lontana dalle zone più attive del fronte fece in modo che quest'unità non prendesse parte a scontri significativi. Fu invece impiegata in attività di controllo del territorio dietro le linee, reprimendo sanguinosamente le attività dei gruppi di Resistenza.
Dopo lo sfondamento della linea Gotica, la disfatta delle forze dell'Asse era ormai imminente. Le ostilità in Italia terminarono formalmente nella notte del 3 maggio 1945, alle ore 4.30. Tra gli appartenenti all'Armata Liguria, quelli in organico al Corpo d'armata Lombardia si dissolsero in parte ad Alessandria-Valenza e in parte a Magenta entro il 30 aprile; quelli in organico al LXXV. Armeekorps a Strambino-Ivrea, resistettero in armi fino al 2 maggio 1945, quando oltre sessantamila tedeschi e italiani (agli ordini del generale Hans Schlemmer) si arresero e furono fatti prigionieri dalla 34ª divisione di fanteria statunitense.

## Ordini di battaglia

### 15 agosto 1944
Armee Ligurien:
- LXXV. Armeekorps
  - 90. Panzergrenadier-Division
  - Sicherungs-Regiment 38
  - Regiment 3 "Brandenburg"
- Korps-Abteilung Lieb
  - Lehr-Bataillon Mittenwald
  - Hochgebirgsjäger-Bataillon 4
  - 34. Infanterie-Division
- 3ª Divisione fanteria di marina San Marco

### 13 ottobre 1944
Armee Ligurien:
- LXXV. Armeekorps
  - 157. Gebirgs-Division
  - 5. Gebirgs-Division
  - 34. Infanterie-Division
- Corpo d'armata Lombardia
  - 3ª Divisione fanteria di marina San Marco
  - 4ª Divisione Alpina Monterosa
  - 232. Infanterie-Division
- 148. Infanterie-Division
- Regiment 3 "Brandenburg"

### 26 novembre 1944
Armeegruppe Ligurien:
- LXXV. Armeekorps
  - 157. Gebirgs-Division
  - 5. Gebirgs-Division
  - 34. Infanterie-Division
  - 2ª Divisione Granatieri Littorio
- Corpo d'armata Lombardia
  - 3ª Divisione fanteria di marina San Marco
  - 4ª Divisione Alpina Monterosa
  - 148. Infanterie-Division
- 14. Armee
  - I. Fallschirmkorps
  - XIV. Panzerkorps

### 31 marzo 1945
Armee Ligurien:
- LXXV. Armeekorps
  - 5. Gebirgs-Division
  - 34. Infanterie-Division
  - 2ª Divisione Granatieri Littorio
- Corpo d'armata Lombardia
  - 3ª Divisione fanteria di marina San Marco
  - 4ª Divisione alpina Monterosa

## Comandante in capo
- Maresciallo d'Italia Rodolfo Graziani (31 luglio 1944 - 2 maggio 1945)

## Capo di Stato Maggiore
- Generalmajor Walter Nagel (31 luglio 1944 - 20 aprile 1945)
- Generalmajor Max-Josef Pemsel (20 aprile - 27 aprile 1945)

## Primo ufficiale di Stato Maggiore
- Oberst Raban Freiherr von Canstein (31 luglio 1944 - 2 maggio 1945)